# Fathi Arafat
Fathi Arafat (ur. 11 stycznia 1933 w Jerozolimie, zm. 1 grudnia 2004 w Kairze) – lekarz palestyński, członek władz Autonomii Palestyńskiej, brat Jasera Arafata.
Studiował medycynę na uniwersytecie w Kairze i pracował jako pediatra w Egipcie, Kuwejcie oraz obozach uchodźców palestyńskich. Od 1967 członek Narodowej Rady Palestyńskiej. Przez wiele lat związany z Palestyńskim Komitetem Czerwonego Półksiężyca, był jego wiceprezesem (1968–1978), prezesem (od 1978), honorowym sekretarzem (1972). Działał w organizacjach międzynarodowych zajmujących się problematyką ochrony zdrowia, m.in. był członkiem władz Rady Arabskich Ministerstw Zdrowia oraz szefem delegacji Palestyny przy Światowej Organizacji Zdrowia (WHO, od 1982).
W 1992 został mianowany prezydentem Palestyńskiej Najwyższej Rady ds. Zdrowia; od 1992 był prezesem Palestyńskiej Akademii Badań Naukowych (od 1998 pod nazwą Akademia Nauk i Technologii Palestyny). Międzynarodowy Uniwersytet Sri Lanki nadał mu w 1998 honorowy doktorat nauk.
Zmarł na raka w Kairze zaledwie kilka tygodni po śmierci starszego brata Jasera, prezydenta Autonomii Palestyńskiej. Początkowo agencje podawały datę śmierci 14 listopada, informację o śmierci Fathiego Arafata zdementowały wówczas władze palestyńskie.